# هیلدبراند پیر
هیلدبراند پیر (به آلمانی: Der alte Hildebrand ) یک افسانه طنزآمیز فولکلور اتریش است که توسط برادران گریم در مجموعهٔ افسانه های گریم با شماره ۹۵ (KHM 95) گردآوری شده و به زبان گویشی اتریشی نوشته شده است. این داستان در رده‌بندی افسانه‌های عامیانهٔ آرنه–تامپسون تحت شمارهٔ ATU 1360C جای می‌گیرد که به داستان‌هایی دربارهٔ "شوهر فریب‌خورده‌ای که نهایتاً بر موقعیت مسلط می‌شود" تعلق دارد.

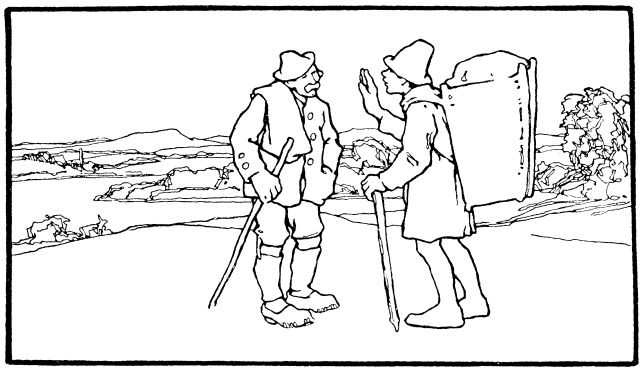
تصویرنگاری ۱۹۰۹

## خلاصه داستان
یک کشاورز ساده‌دل به نام هیلدبراند با زنی حیله‌گر ازدواج کرده است. روزی، کشیش دهکده که شیفتهٔ زن کشاورز شده، نقشه‌ای می‌کشد تا به خانهٔ او راه یابد. کشیش به زن پیشنهاد می‌دهد که خود را به بیماری بزند. سپس، در خطبهٔ کلیسا، اعلام می‌کند که هر کس خویشاوند بیماری دارد، می‌تواند به «کوه فاخته» در ایتالیا سفر کند و با آوردن برگ درخت غار (Laurel) مریض را شفا دهد.
هیلدبراند ساده‌دل، با باور به گفته‌های کشیش، برای نجات همسرش راهی سفر به ایتالیا می‌شود. اما در راه، با پسرعمو یا پدرخوانده‌اش – که تاجر تخم‌مرغ است – روبه‌رو می‌شود. مرد تخم‌مرغ‌فروش متوجه نیرنگ می‌شود و ماجرا را برای هیلدبراند بازگو می‌کند. آن‌گاه هیلدبراند را در سبد تخم‌مرغ خود مخفی کرده و به خانه بازمی‌گرداند.
در خانه، زن و کشیش به شادی و آوازخوانی مشغول‌اند. در همین هنگام، تاجر تخم‌مرغ هم آهنگی می‌خواند، و سرانجام خود هیلدبراند از درون سبد با صدای بلند آواز می‌خواند که دیگر بس است! سپس از سبد بیرون می‌پرد و کشیش را از خانه بیرون می‌اندازد.

## نسخه‌های دیگر و روایت‌های مشابه
در نسخه‌ای آلمانی-بوهمی (بوهِمیا)، شوهر درون سبدی پنهان می‌شود که بر دیوار آویزان شده است. زمانی که زن کشاورز حاضر نمی‌شود در را باز کند، پنهان‌شده در سبد با خواندن شعر وارد ماجرا می‌شود. دیالوگ‌های این نسخه به سبک آوازگونه (چانته‌فابل) هستند که به صورت نوبتی میان کشیش، زن، تاجر و شوهر رد و بدل می‌شوند:
«در کوه‌های والا در سرزمین ایتالیا،» : «فرستاده‌ام شوهرم را، آیا گناهی است این کار؟»
در نسخه‌ای از هسن (منطقه‌ای در آلمان)، زن شوهرش را برای یافتن درمانی در سرزمین ظروف چینی (!) می‌فرستد. کشیش اسبی قهوه‌ای‌رنگ و صد سکهٔ طلا به همراه او می‌دهد. اما پدرخوانده‌اش او را برمی‌گرداند، در سبدی پنهان می‌کند، و آن‌گاه شوهر، همسر و کشیش را غافلگیر می‌کند.

## تحلیل و مفاهیم داستان
این افسانه از معدود نمونه‌های ثبت‌شده در مجموعهٔ گریم است که دربارهٔ خیانت زناشویی و افشای آن از سوی شوهر است. مضمون اصلی داستان به اصطلاح «آشتی دادن حساب» است؛ جایی که شوهر فریب‌خورده نهایتاً پیروز می‌شود.
کوه «گوکرلی‌برگ» (Göckerliberg) که نام آن در داستان آمده، مکانی خیالی است و معنای ضمنی آن به «کوه خروس» اشاره دارد، که در زبان آلمانی می‌تواند کنایه‌ای به «مرد فریب‌خورده» (یا به زبان فارسی «هَرنای» یا «شاخ‌دار») باشد.
شخصیت شوهر در داستان، ساده‌دل اما نهایتاً قاطع است. داستان نه تنها خیانت همسر را افشا می‌کند، بلکه نظم اخلاقی را با تنبیه متجاوز و احقاق حق برقرار می‌سازد. استفاده از آواز به عنوان قالب روایت، به ساختار نمایشی داستان کمک کرده و جذابیت آن را افزایش می‌دهد.

## مقایسه با دیگر افسانه‌ها
- در افسانهٔ یونانی «ادیسه»، شخصیت پنه‌لوپه نیز نقشی مشابه بازی می‌کند، اگرچه در آن داستان وفادار باقی می‌ماند.
- در برخی نسخه‌های افسانهٔ هیلدبراند، زنی به نام اوته (Ute) نقشی خیانت‌کارانه دارد.
- داستان‌هایی نظیر عروسی خانم روباه (KHM 38) نیز به موضوع ازدواج و انتخاب همسر با نگاهی طنزآمیز می‌پردازند.

## جایگاه در مجموعهٔ گریم
این داستان نخستین بار در ویرایش دوم کتاب «افسانه‌های کودکانه و خانگی» (Kinder- und Hausmärchen) در سال ۱۸۱۹ منتشر شد. منبع اصلی این روایت، فردی ناشناس از منطقهٔ اتریش بود و به زبان گویش محلی روایت شده است. برادران گریم در یادداشت‌های خود اشاره کرده‌اند که این داستان در مناطق بوهمیا و بورگن‌لند نیز رایج بوده است.